# Thymus origanoides
Thymus origanoides là một loài thực vật có hoa trong họ Hoa môi. Loài này được Webb & Berthel. miêu tả khoa học đầu tiên năm 1844.